# 纳尔贝方丹
纳尔贝方丹（法語：Narbéfontaine，法語發音：[naʁbefɔ̃tɛn]；洛林法兰克语：Memerschbronn）是法国摩泽尔省的一个市镇，属于福尔巴克-布莱摩泽尔区。

## 地理
纳尔贝方丹（49°8'31"N, 6°32'48"E）面积3.58 平方千米，位于法国大東部大區摩泽尔省，该省份为法国东北部内陆省份，是洛林的一部分，西南接默尔特-摩泽尔省，东临下莱茵省，北与卢森堡和德国接壤。
与纳尔贝方丹接壤的市镇（或旧市镇、城区）包括：布鲁克、阿勒兰、马朗日-宗德朗日、莫梅尔斯特罗夫、尼代尔维斯、奥贝尔维斯、齐曼。

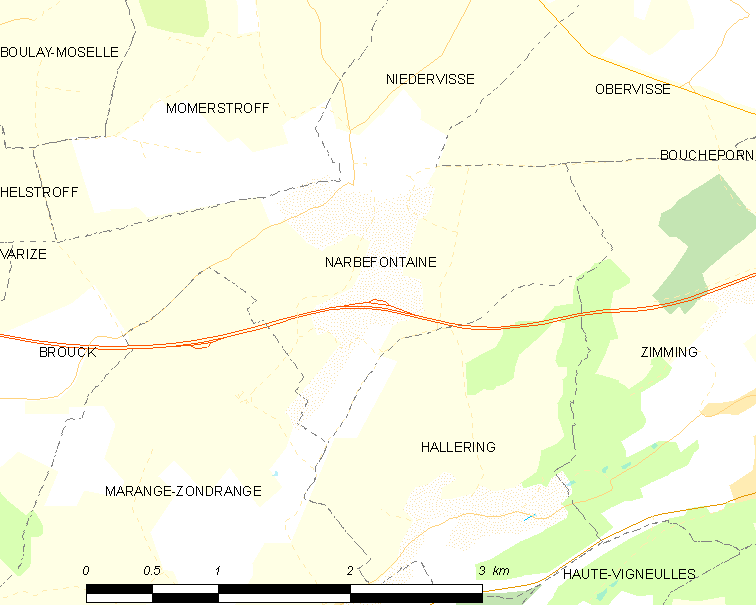
纳尔贝方丹的OSM定位图

纳尔贝方丹的时区为UTC+01:00、UTC+02:00（夏令时）。

## 行政
纳尔贝方丹的邮政编码为57220，INSEE市镇编码为57495。

## 政治
纳尔贝方丹所属的省级选区为布莱摩泽尔县。

## 人口

1962-2008年间纳尔贝方丹人口变化图示

纳尔贝方丹于2022年1月1日时的人口数量为115人。